# Sklarian Raiders
Le Sklarian Raiders sono un gruppo di personaggi immaginari comparsi nelle pagine del fumetto Superboy e la Legione dei Super Eroi pubblicati dalla DC Comics, e note per essere un gruppo di pirati completamente al femminile. Create da Paul Levitz, James Sherman e Bob Wiacek, comparvero per la prima volta in Superboy e la Legione dei Super Eroi n. 233 (novembre 1977).

## Biografia dei personaggi
I Pianeti Uniti diedero molta della loro tecnologia al pianeta Sklaria, ma le Sklarian Raiders credettero che fosse sufficiente per distruggere l'intera società e mettere il loro mondo nel caos. In disperato bisogno di alta tecnologia per il loro pianeta, ricorsero alla pirateria. Tentarono invano di appropriarsi di una guida sperimentale di iper-tempo che utilizzava proiettori di forza e aeroslitte da un gruppo di Legionari mentre erano in viaggio sul loro quartier generale. Il loro tentativo successivo fu un furto in una banca di computer che immagazzinava ricerche su un siero per l'allungamento della vita dal Life Institute su un'isola artificiale ancorata nel Mare del Nord e dal Technos, un laboratorio biologico su un asteroide permanentemente in orbita intorno alla Terra utilizzando un raggio traente dalla loro nave spaziale.
Un paio d'anni dopo aver fatto pace con i Pianeti Uniti, le Sklarian Raiders utilizzarono la loro ambasciata a Hong Kong come fronte di contrabbando di organi congelati fuori dal pianeta utilizzando dei cargobots per caricare le loro navi da carico, finché non furono catturate dalla Legion Espionage Squad.